# غفاری (نام خانوادگی)
غفاری (منسوب به غفار) یک نام خانوادگی است. افراد شاخص با این نام از این قرارند:
- ابوالحسن مستوفی غفاری، نگارگر و وقایع‌نگار
- ابوالقاسم غفاری، دانشمند حوزهٔ علوم ریاضی، فیزیک و صنعت فضا اهل ایران
- ابوتراب غفاری، نقاش
- ابوذر غفاری، یکی از صحابیون محمد
- ابوطالب غفاری، فراماسون اهل ایران
- پروین غفاری، خواننده و بازیگر سینمای ایران
- جهانگیر غفاری، بازیگر سینمای ایرانی
- حسین غفاری، پژوهشگر ایرانی حوزه فلسفه
- حسین غفاری (روحانی)، روحانی اهل ایران
- رزیتا غفاری، بازیگر سینما اهل ایران
- رشید غفاری، جنگلبان ایرانی
- سیمین غفاری، بازیگر سینمای ایران
- علی غفاری، کارگردان، بازیگر و نویسنده اهل ایران
- علی غفاری (کشتی‌گیر)، کشتی‌گیر آزاد اهل ایران
- علی‌اکبر غفاری، محقق ایرانی
- غلامحسین غفاری، قاجار
- فرخ غفاری، کارگردان ایرانی
- فؤاد غفاری، آهنگسازِ ایرانی
- مت غفاری، کشتی‌گیر ایرانی-آمریکایی
- محمدابراهیم غفاری، سیاستمدار ایرانی
- محمدرضا غفاری، بازیگر سینما اهل ایران
- مهدی‌خان غفاری کاشانی، سیاستمدار اهل ایران
- میراکبر غفاری قره‌باغ، انقلابی اهل ایران
- نظام‌الدین مهندس‌الممالک غفاری، دانشمند و دولتمرد اهل ایران
- نعمت‌الله غفاری، سیاستمدار افغانستانی
- هادی غفاری، اصلاح‌طلب اهل ایران
- یحیی غفاری، نقاش اهل ایران